# پیرس براون
پیرس براون (به انگلیسی: Pierce Brown) (زاده ۲۸ ژانویهٔ ۱۹۸۸، دنور، کلرادو) نویسنده و فیلمنامه‌نویس آمریکایی است. او در سال ۲۰۱۴ اولین رمان خود به نام قیام سرخ را منتشر کرد که قسمت اول از حماسه قیام سرخ است. قسمت‌های دیگر مجموعه یعنی پسر زرّین، ستاره سپیده‌دم، زرّین پولادتن و دوران تاریک  بین سال‌های ۲۰۱۵ تا ۲۰۱۹ منتشر شدند.

## فعالیت هنری
براون به مجموعه قیام سرخ معروف است. کتاب اول وی که همان قیام سرخ است پس از انتشار با تحسین منتقدین مواجه شد. براون برای این کتاب برنده جایزه «بهترین نویسنده جدید» گودریدز ۲۰۱۴ شد. جلد اول قیام سرخ در فهرست پرفروش‌ترین کتاب‌های نیویورک تایمز تا رتبهٔ ۲۰ بالا آمد. قسمت بعدی مجموعه، پسر زرّین که در سال ۲۰۱۵ منتشر شد تا رتبهٔ ۶ بالا آمد و سومین قسمت از مجموعه در هر دو فهرست پرفروش‌ترین‌های نیویورک تایمز و یواس‌ای تودی به رتبهٔ ۱رسید. پسر زرّین و ستاره سپیده‌دم هر کدام در سال انتشارشان، برنده «بهترین کتاب علمی-تخیلی» گودریدز شدند. زرّین پولادتن به عنوان جلد چهارم در سال ۲۰۱۸ منتشر شد و در فهرست پرفروش‌ترین کتاب‌های نیویورک تایمز تا رتبه سوم بالا آمد. پس از آن، جلد پنجم یعنی دوران تاریک در سال ۲۰۱۹ منتشر شد و تا رتبه چهارم لیست رسید. همچنین جلد ششم مجموعه‌ی قیام سرخ در تاریخ ۲۵ جولای ۲۰۲۳ مننتشر شد. این مجموعه قرار است با هفتمین جلد به پایان برسد که تاریخ انتشاری برای آن اعلام نشده است.
بیشتر منتقدین کتاب وی را با آثار ارباب حلقه‌ها و ترانه یخ و آتش مقایسه می‌کنند.
در سال ۲۰۱۴ پس از مدت کوتاهی از انتشار کتاب اول او، کمپانی یونورسال حق ساخت فیلم کتاب وی را با قیمتی ۷ رقمی خرید. مارک فورستر کارگردان آلمانی قرار است کارگردان فیلم باشد و جو روگان تهیه کنندهٔ آن است.
پیرس براون در سال ۲۰۱۷ از مجموعه کمیک پسران آرس رونمایی کرد که پیش‌درامدی بر حماسه قیام سرخ است.
او در سال ۲۰۲۱ اولین تجربه رسمی خود در فیلمنامه‌نویسی را با فیلم سینمایی دنیای فروزان رقم زد.

## ترجمه‌های فارسی
مهنام عبادی مترجم رسمی آثار براون در ایران است. تا به حال پنج جلد از مجموعه قیام سرخ به فارسی ترجمه و به وسیله نشر باژ منتشر شده است.

## زندگی شخصی
مادر وی تا سال ۲۰۱۴ صاحب یک شرکت خبر رسانی به نام فیشر کامیونیکشن بود. پدر وی کارمند سابق بانک است. او در زمانی کودکی و نوجوانی در ۸ شهر و ایالت مختلف آمریکا زندگی کرده‌ است. دلیل آن وضعیت شغل مادرش بوده‌ است.
او در دانشگاه پپرداین در رشتهٔ علوم سیاسی و اقتصاد تحصیل کرده‌ است و در سال ۲۰۱۰ فارغ تحصیل کرده‌ است. پس از پایان تحصیل مدتی در ستاد انتخاباتی کاندیدای جمهوری‌خواه دینو روسی کار کرد. سپس برای شرکت ان‌بی‌سی به تولید برنامه پرداخت. او کتاب قیام سرخ را در حین کار برای ان‌بی‌سی نوشته‌ است.

## آثار

جلد کتاب دوران تاریک.

جلد نسخه فارسی کتاب ستاره سپیده‌دم.

### رمان‌

##### حماسه قیام سرخ
- قیام سرخ (۲۰۱۴)
- پسر زرّین (۲۰۱۵)
- ستاره سپیده‌دم (۲۰۱۶)
- زرّین پولادتن (۲۰۱۸)
- دوران تاریک (۲۰۱۹)
- (۲۰۲۳) Light Bringer
- (نامعلوم) Red God

### کمیک‌

##### قیام سرخ: پسران آرس
- قیام سرخ : پسران آرس (۲۰۱۷)
- قیام سرخ : پسران آرس - جلد ۲ : غضب (۲۰۲۰)
- قیام سرخ : پسران آرس - جلد ۳ : نغمه ممنوعه (۲۰۲۳)

### داستان کوتاه
- داستان «پسر صحرا» در کتاب «جنگ ستارگان: از نقطه نظر معین» (۲۰۱۷)[۱۸]

### فیلمنامه
- همکاری در نگارش فیلمنامه دنیای فروزان (۲۰۲۱)